# ツール・ド・フランス1951
ツール・ド・フランス1951は、ツール・ド・フランスとしては38回目の大会。1951年7月4日から7月29日まで、全24ステージで行われた。

## 総合成績
| 順位 | 選手名                     | 国籍     | 時間            |
| ---- | -------------------------- | -------- | --------------- |
| 1    | ユーゴ・コブレ             | スイス   | 142時間20分14秒 |
| 2    | ラファエル・ジェミニアーニ | フランス | +22分00秒       |
| 3    | ルシアン・ラザリデ         | フランス | +24分16秒       |
| 4    | ジーノ・バルタリ           | イタリア | +29分09秒       |
| 5    | スタン・オッカー           | ベルギー | +32分53秒       |
| 6    | ピエール・バルボタン       | フランス | +36分40秒       |
| 7    | フィオレンツォ・マーニ     | イタリア | +39分14秒       |
| 8    | ジルベール・ボヴァン       | フランス | +45分53秒       |
| 9    | ベルナルド・ルイス         | スペイン | +45分55秒       |
| 10   | ファウスト・コッピ         | イタリア | +46分51秒       |

### マイヨ・ジョーヌ保持者
| 選手名                     | 国籍           | 首位区間  |
| -------------------------- | -------------- | --------- |
| ジョヴァンニ・ロッシ       | スイス         | 第1       |
| ジャン・ディーデリッヒ     | ルクセンブルク | 第2-第4   |
| セラフィーノ・ビアジョーニ | イタリア       | 第5       |
| ロジェ・レヴェク           | フランス       | 第6-第11  |
| ヴィム・ファンエスト       | オランダ       | 第12      |
| ジルベール・ボヴァン       | フランス       | 第13      |
| ユーゴ・コブレ             | スイス         | 第14-最終 |

### 各部門賞結果
| 第38回 ツール・ド・フランス 1951 |                                       |
| 全行程                           | 24区間、 4692km                       |
| 総合優勝                         | ユーゴ・コブレ 142時間20分14秒        |
| 2位                              | ラファエル・ジェミニアーニ +22分00秒  |
| 3位                              | ルシアン・ラザリデ +24分16秒          |
| 4位                              | ジーノ・バルタリ +29分09秒            |
| 5位                              | スタン・オッカー +32分53秒            |
| 山岳賞                           | ラファエル・ジェミニアーニ 66ポイント |
| 2位                              | ジーノ・バルタリ 59ポイント           |
| 3位                              | ファウスト・コッピ 41ポイント         |
| 〃                               | ユーゴ・コブレ 41ポイント             |
| 〃                               | ベルナルド・ルイス 41ポイント         |